# Белорусско-канадские отношения
Беларусь и Канада являются торгово-экономическими партнёрами в разных сферах.

## История
Дипломатические отношения между двумя странами были установлены 15 апреля 1992 года.
Своё посольство в Канаде Беларусь открыла в 1997 году в Оттаве, которое с 1 сентября 2021 года закрыто. Канадские интересы в Беларуси с 2016 года представляет Посольство Канады в Польше.
В 2006 году после улучшения отношений между двумя странами в течение последних лет ведется работа по нормализации двусторонних отношений.
В декабре 2016 году состоялась встреча глав внешнеполитических ведомств Беларуси и Канады Макея и Диона в рамках заседания СМИД ОБСЕ в Гамбурге. В этом же месяце первый посол Канады в Беларуси С. де Бор вручил верительные грамоты Президенту Республики Беларусь Александру Лукашенко.
В декабре 2017 главы МИД Беларуси и Канады Макей и Фриланд провели переговоры на полях встречи СМИД ОБСЕ в Вене.
В феврале и сентябре 2017 состоялись визиты в Канаду заместителя Министра иностранных дел Беларуси Олега Кравченко. В ходе этих визитов были проведены важные для Беларуси встречи. 27 сентября в Минске проходили белорусско-канадские политические консультации. Белорусскую делегацию на них возглавлял заместитель министра иностранных дел Олег Кравченко, канадскую — помощник замминистра иностранных дел Стефани Бек. В рамках визита прошёл первый Белорусско-канадский деловой форум. Его подготовила Белорусская торгово-промышленная палата и Канадская деловая ассоциация в России и Евразии. Как сообщили в МИД Беларуси, этот визит должен стать и толчком для открытия посольства Канады в Минске. Однако посольство так и не было открыто.
В январе 2019 новый Посол Канады в Республике Беларусь Скэнлон вручила верительные грамоты Президенту Республики Беларусь.
В апреле 2019 в Оттаве состоялся очередной раунд двусторонних межмидовских консультаций.
В сентябре 2019 в Нью-Йорке в рамках 74-й сессии Генеральной Ассамблеи ООН Министр иностранных дел Беларуси Макей провел переговоры с главой канадской делегации, бывшим премьер-министром Канады Джо Кларком.
После президентских выборов 2020 года Канада совместно с другими странами начали вводить санкции против белорусских чиновников. Канадская сторона также не признала легитимность Лукашенко. По их мнению выборы были сфальсифицированы.

## Экономические отношения
Общий объем белорусского экспорта в Канаду за 2019 год составил 16,1 миллионов долларов США. Торговое сальдо сложилось отрицательным и составило 11,5 млн долларов. В основном Беларусь экспортирует в Канаду мебель, минеральные и азотные удобрения, клееная фанера, стекловолокно.
Канадский импорт в Беларусь по итогам 2019 года составил 27,6 миллионов долларов США. В Беларусь поставлялись мороженая рыба, крепкие спиртные напитки, медицинские диагностические приборы, передаточные механизмы машин, вычислительное оборудование.
Белорусская и канадская стороны стремятся активно способствовать развитию двусторонней торговли.
В 2019 году экспорт услуг в Канаду составил 19,8 миллионов долларов США, импорт — 9,9 миллионов долларов США. В экспорте преобладали компьютерные, телекоммуникационные, информационные услуги и транспортные услуги.
По итогам января — сентября 2019 из Канады поступило инвестиций на сумму 5,4 миллионов долларов США в том числе 4,1 миллионов долларов США прямых инвестиций, из которых 3,3 миллионов долларов США — прямые инвестиции на чистой основе.
|              | 2015 | 2016 | 2017 | 2018 | 2019 |
| ------------ | ---- | ---- | ---- | ---- | ---- |
| товарооборот | 30,6 | 73,2 | 60,4 | 45,5 | 43,7 |
| экспорт      | 11,1 | 53,7 | 13,3 | 22,3 | 16,1 |
| импорт       | 19,5 | 19,5 | 47,1 | 25,2 | 27,6 |

## Чрезвычайные и Полномочные послы Республики Беларусь в Канаде
- Михаил Хвостов (1997—2000);
- Нина Мазай (2001—2008).